# Vertigneul Churchyard
Vertigneul Churchyard is een Britse militaire begraafplaats gelegen in de Franse plaats Romeries (Noorderdepartement). De begraafplaats wordt onderhouden door de Commonwealth War Graves Commission.
De begraafplaats telt 21 geïdentificeerde graven waarvan 20 Gemenebest graven uit de Eerste Wereldoorlog en een overig graf uit de Eerste Wereldoorlog.